# Università delle Nazioni Unite
L'Università delle Nazioni Unite (UNU), dall'inglese United Nations University - il braccio accademico delle Nazioni Unite - è stata creata il 6 dicembre 1973 a Tokyo con l'adozione della risoluzione 3081 dell'Assemblea generale.
L'Università dell'ONU si occupa, a livello accademico e di ricerca, di problemi globali come la sopravvivenza, lo sviluppo ed il welfare, temi che rientrano nelle aree di interesse delle Nazioni Unite e dei suoi stati membri. Nonostante lo status di università, l'UNU non è un'Università nel senso tradizionale del termine. Essa è soprattutto un centro di ricerca, una think tank del sistema delle Nazioni Unite che raggruppa professori e ricercatori di tutto il mondo e che rappresenta il legame tra l'ONU e la comunità accademica e decisionale internazionale.
L'Università dell'ONU si propone di creare e trasferire conoscenza e di rafforzare le competenze individuali ed istituzionali per far avanzare i principi dello Statuto delle Nazioni Unite. L'UNU promuove ricerca e programmi educativi nell'ambito dello sviluppo sostenibile, dando un aiuto particolare ai paesi in via di sviluppo. L'UNU ha a capo un Rettore, David M. Malone, direttore accademico ed amministrativo e sottosegretario generale dell'ONU.
La sede dell'Università è a Tokyo, possiede un vice-rettorato a Bonn (UNU-ViE) e due uffici di collegamento all'ONU a New York (UNU-ONY) e all'UNESCO a Parigi (UNU-OP). L'Università dell'ONU è composta da istituti e programmi dislocati in 12 paesi. Il consiglio dell'UNU è l'organo direttivo dell'Università ed è composto di 24 membri, tra cui il segretario generale dell'ONU ed il direttore generale dell'UNESCO.

## Storia
L'università fu creata nel 1973 a seguito di un'idea di U Thant, allora segretario generale dell'ONU, e cominciò le proprie attività nel 1975. Negli anni, numerosi istituti dell'UNU furono creati nel mondo per assistere le varie iniziative di ricerca proposte dall'ONU.

## Ricerca
Nel dicembre 2009, l'Assemblea generale emendò lo Statuto dell'ONU per permettere all'Università di conferire master, diplomi, certificati, PhD ed altre distinzioni accademiche.
In particolare, il lavoro dell'UNU si concentra sui seguenti ambiti:
- Ricerca interdisciplinare, studi decisionali e strategici;
- Educazione post lauream ed attività di sviluppo di competenze; e
- Condivisione e trasferimento di conoscenza.

Come stabilito nel piano strategico dell'UNU 2011-2014, i 26 temi più importanti sui quali si focalizza l'attività accademica dell'Università rientrano in 5 aree tematiche principali:
1. Pace, sicurezza e diritti umani, consolidamento e mantenimento della pace, risoluzione dei conflitti e sicurezza umana, promozione del dialogo tra le civiltà, le religioni e le culture, diritti umani ed etica, uguaglianza di genere e mainstreaming.
2. Sviluppo umano e socioeconomico e good governance, crescita e sviluppo economico, riduzione della povertà e delle ineguaglianze, aumento delle competenze educative, commercio equo, processi e conseguenze dell'integrazione e cooperazione regionali, leadership, gestione ed imprenditoria.
3. Salute globale, popolazione e sussistenza sostenibile, acqua potabile e sanità, alimentazione e nutrizione per lo sviluppo umano e sociale, lotta all'HIV/AIDS, cambiamenti di popolazione e migrazione.
4. Cambiamento globale e sviluppo sostenibile, cambiamento climatico (adattamento e riduzione), salute ecologica e biodiversità, nuovi rischi e vulnerabilità, coltivazioni sostenibili, gestione agricola e delle risorse naturali, economia verde.
5. Scienza, tecnologia, innovazione e società, futuro dell'energia, urbanizzazione, costruzioni ed alloggi sostenibili.

Nell'insieme, queste aree tematiche definiscono l'ambito nel quale l'UNU svolge le proprie attività accademiche. Questi settori e i singoli temi in essi trattati non si escludono a vicenda, né sono esaustivi a livello di contenuto. Molti problemi internazionali sono trasversali alle aree tematiche e devono essere studiati con un approccio olistico ed interdisciplinare. Numerosi temi elencati sopra, come l'uguaglianza di genere, i diritti umani e la sostenibilità, rientrano in ogni aspetto del lavoro dell'Università dell'ONU.

## Struttura
L'attività accademica dell'Università dell'ONU è condotta da una rete globale di istituti e programmi di ricerca e formazione.

### Istituti
- Istituto per lo studio comparato dell'integrazione regionale (UNU-CRIS), Bruges (Belgio): specializzato nei processi e nelle conseguenze della cooperazione ed integrazione regionali; rappresenta un'importante risorsa per il sistema delle Nazioni Unite grazie ai suoi legami con agenzie dell'ONU che si occupano di integrazione regionale.
- Istituto per l'ambiente e la sicurezza umana (UNU-EHS)[1], Bonn (Germania): analizza problemi e propone soluzioni riguardanti la dimensione ambientale della sicurezza umana e si propone di eccellere a livello accademico nella valutazione della vulnerabilità, analisi della resilienza, gestione del rischio e strategie di adattamento in sistemi umano-ambientali e nella migrazione interna e transfrontaliera dovuta a problemi ambientali.
- Istituto per gli studi avanzati (UNU-IAS)[2], Yokohama (Giappone): ha l'obiettivo di avanzare la conoscenza e promuovere l'apprendimento anche dal punto di vista decisionale per meglio affrontare le sfide dello sviluppo sostenibile a livello ambientale; i programmi di ricerca dell'istituto analizzano questioni ambientali di carattere locale, regionale e globale attraverso prospettive inter- e multidisciplinari, servendosi in maniera congiunta di scienze naturali e sociali.
- Istituto internazionale per la salute globale (UNU-IIGH)[3], Kuala Lumpur (Malesia): si focalizza su ricerca, sviluppo e diffusione della conoscenza legata alla salute umana con lo scopo di contribuire allo sviluppo ed al rafforzamento dei contesti politici che fanno da sfondo ai servizi sanitari e alla gestione di progetti nello stesso ambito; Tali iniziative si concentrano in particolare su paesi in via di sviluppo e mirano a sostenere l'implementazione di politiche di prevenzione alla salute.
- Istituto internazionale per la tecnologia del software (UNU-IIST)[4], Macao (Cina): si propone di aiutare i paesi in via di sviluppo ad aumentare le loro competenza nell'ambito della tecnologia del software e delle applicazioni innovative della tecnologia dell'informazione, per migliorare la loro abilità a partecipare attivamente al rapido sviluppo delle tecnologie dell'informazione e della comunicazione e perché essi possano beneficiarne al meglio.
- Istituto per le risorse naturali in Africa (UNU-INRA)[5], Accra (Ghana): sostiene lo sviluppo africano attraverso il rafforzamento di istituzioni nazionali che promuovono l'utilizzo sostenibile, ai fini dello sviluppo, delle risorse naturali del continente. Lo scopo di questo Istituto è di aiutare scienziati, tecnici ed istituzioni africane ad acquisire competenze per generare, adattare ed applicare conoscenze e tecnologie per la promozione di un uso più efficiente delle risorse naturali per arrivare ad un loro sviluppo autonomo, e quindi per contribuire ad eradicare la povertà rurale e ad aumentare la sicurezza alimentare.
- Istituto per l'acqua, l'ambiente e la salute (UNU-INWEH)[6], Hamilton (Canada): lavora direttamente sulla crisi idrica globale, con la funzione di aiutare i paesi in via di sviluppo a raggiungere gli Obiettivi di Sviluppo del Millennio attraverso l'accrescimento di competenze, di facilitare il miglioramento della conoscenza per far fronte alla crisi idrica globale e di promuovere approcci migliori alla gestione e alla governance dell'acqua attraverso una ricerca applicata che mira a colmare vuoti di carattere politico.
- Istituto per la sostenibilità e per la pace (UNU-ISP)[7], Tokyo (Giappone): si propone di raggiungere e promuovere una migliore comprensione di tre delle questioni più importanti dell'agenda dell'ONU (cambiamento globale, pace e sicurezza, sviluppo); adotta un approccio innovativo alla sostenibilità, collegando questi temi trasversali attraverso ricerca ed iniziative educative e di collaborazione con lo scopo di risolvere i problemi già esistenti e di anticipare sfide future.
- Istituto di ricerca e formazione economica e sociale sull'innovazione e la tecnologia (UNU-MERIT)[8], Maastricht (Paesi Bassi): analizza gli elementi sociali, politici ed economici che guidano l'innovazione ed il cambiamento tecnologico; i suoi programmi di ricerca e formazione si occupano di ampi temi che variano dalla governance scientifica nazionale ed internazionale alla tecnologia ed innovazione, con un'attenzione particolare alla creazione, diffusione ed accesso alla conoscenza.
- Istituto mondiale per la ricerca dell'economia dello sviluppo (UNU-WIDER)[9], Helsinki (Finlandia): conduce ricerca multidisciplinare ed analisi politiche su cambiamenti strutturali che influenzano le condizioni di vita dei popoli più poveri, propone un forum d'interazioni professionali ed incoraggia decisioni che conducono ad una crescita robusta, equa e sostenibile a livello ambientale e promuove il rafforzamento e formazione di competenze nell'ambito decisionale economico e sociale.

### Programmi
- Programma per la biotecnologia nell'America Latina e i Caraibi (UNU-BIOLAC)[10], Caracas (Venezuela): si concentra sullo sviluppo di competenze, specialmente con formazioni a partecipazione attiva e continua, accertandosi che le applicazioni biotecnologiche non abbiano un impatto nocivo sull'ambiente, assicurando quindi il rispetto per i diritti umani e degli animali.
- Programma alimentare e nutrizionale per lo sviluppo umano e sociale (UNU-FNP)[11], Ithaca (Stati Uniti): dedicato al miglioramento della qualità di vita attraverso la creazione di competenze, l'accesso all'informazione alimentare e nutrizionale nelle istituzioni e l'aiuto di professionisti in ambito alimentare ad applicare tale competenze direttamente alla base.
- Programma di formazione ittica (UNU-FTP)[12], Reykjavík (Islanda): contribuisce a costruire competenze nei paesi in via di sviluppo, dove la pesca è di importanza nazionale o provinciale.
- Programma di formazione geotermica (UNU-GTP)[13], Reykjavík (Islanda): assiste i paesi in via di sviluppo con buon potenziale geotermico a creare gruppi di specialisti in esplorazioni e sviluppo geotermico dando loro opportunità di formazioni specializzate.
- Programma di formazione sul ristabilimento territoriale (UNU-LRT)[14], Reykjavík (Islanda): ufficialmente creato nel febbraio 2011, si propone di aiutare i paesi in via di sviluppo a combattere la degradazione del territorio, l'erosione del suolo, l'uso non sostenibile del territorio e la desertificazione, e a fare del loro meglio per recuperare i terreni degradati.

### Uffici di collegamento
- Vice-rettorato per l'Europa[15] a Bonn (Germania)
- Ufficio di collegamento a Parigi (UNU-OP), presso l'UNESCO
- Ufficio di collegamento a New York (UNU-ONY)[16], presso il quartier generale dell'ONU

## Rettori
- James M. Hester (11 novembre 1974)
- Soedjatmoko (10 aprile 1980)
- Heitor Gurgulino de Souza (30 marzo 1987)
- Hans J. A. Van Ginkel (1º settembre 1997)
- Konrad Osterwalder (1º settembre 2007)
- David M. Malone (1º marzo 2013)